# 兰哈龙
兰哈龙，是西班牙安达卢西亚自治区格拉纳达省的一个市镇。总面积60平方公里，总人口3705人（2001年），人口密度62人/平方公里。